# Pharsalia implagiata
Pharsalia implagiata là một loài bọ cánh cứng trong họ Cerambycidae.